# Reithaus (Weimar)
Koordinaten: 50° 58′ 45″ N, 11° 19′ 59,8″ O

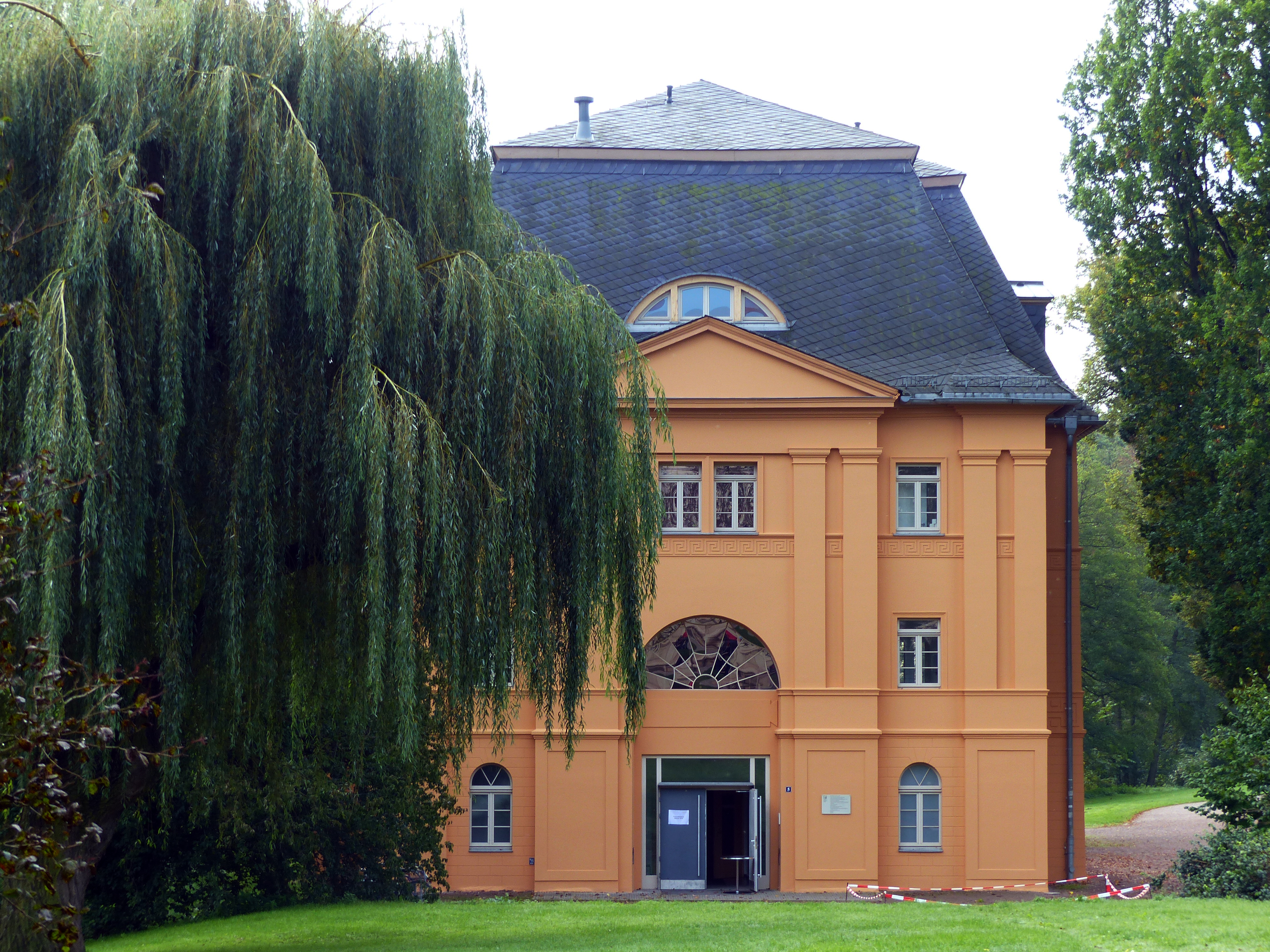
Das Weimarer Reithaus, ein Kulturdenkmal im Park an der Ilm.

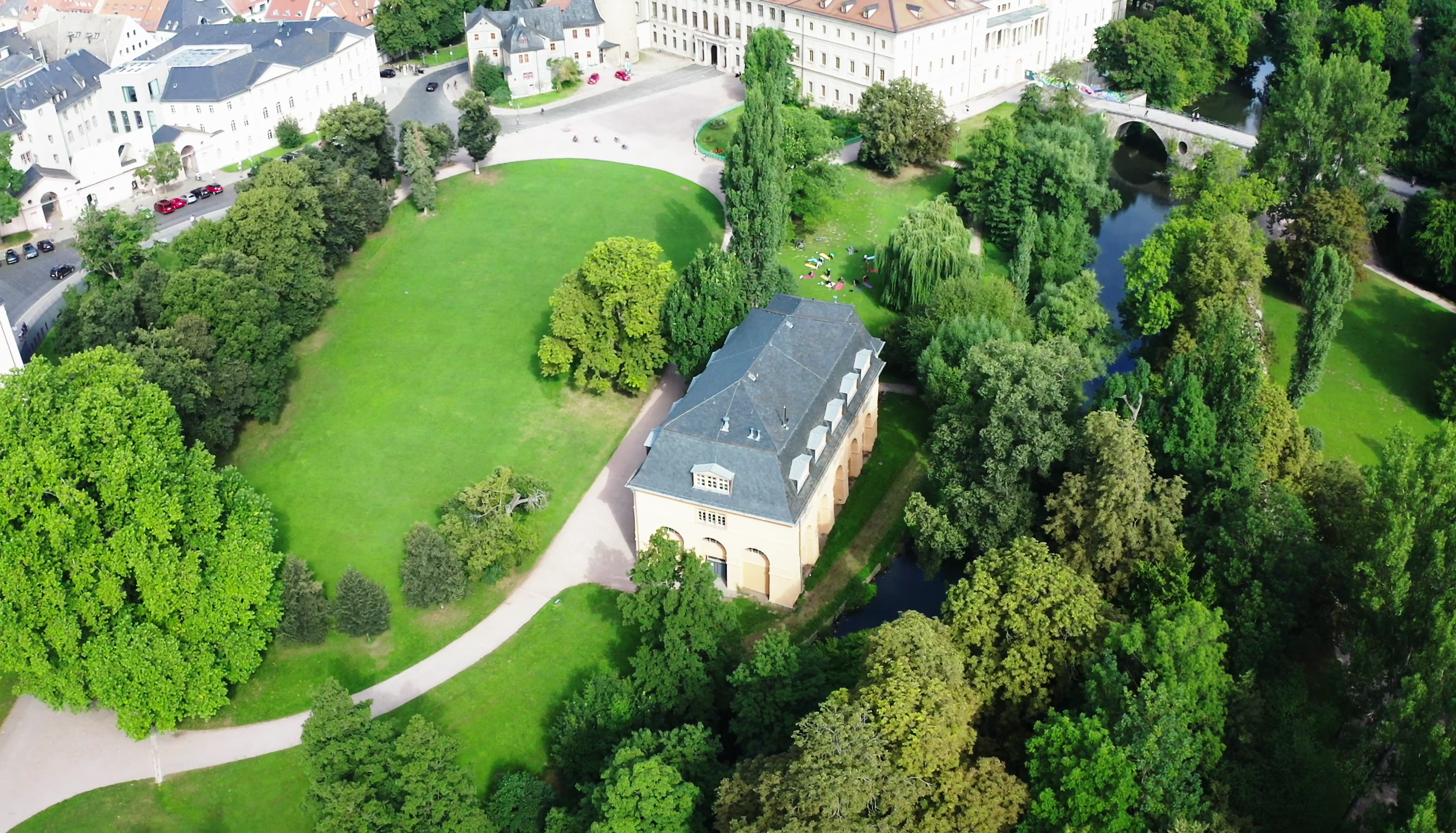
Luftaufnahme des Reithauses

Das Reithaus im Park an der Ilm ist ein unter Denkmalschutz stehendes Gebäude, das am Platz der Demokratie 5, in der Nähe des Burgplatzes, im thüringischen Weimar liegt.

## Baugeschichte
Das Gebäude geht auf einen Barockbau des Herzoglichen Baumeisters Christian Richter (1655–1722), von 1715/18 zurück. Seine heutige klassizistische Gestalt verdankt es einem Umbau der um 1803/04 von dem Architekten Heinrich Gentz (1766–1811) durchgeführt wurde.

Ursprünglich gehörte das Reithaus zu dem nördlich davon gelegenen Residenzschloss am Weimarer Ilmpark. Ein vorheriger, erster Bau an diesem Ort wurde während der Thüringer Sintflut, vom 29. Mai 1613 zerstört. Ein dem zerstörten folgender wurde 1705 wieder abgebrochen. Ein vor dem Reithaus liegender Küchteich wurde bogenförmig von Wirtschaftsgebäuden des Schlosses, wie Schmiede, Wagner- und Sattlerei, einem Malz- und Brauhaus gesäumt. Diese Wirtschaftsgebäude wichen kurz nach 1800 einem Exerzierplatz, welcher später in eine Wiese umgestaltet wurde.
Ein Umbau im Innern machte das Reithaus nach 1920 zu einem Verwaltungsgebäude.
Eine gründliche Restaurierung, mit dem Abschluss des heutigen Erscheinungsbildes, fand zwischen 1996/99 statt.

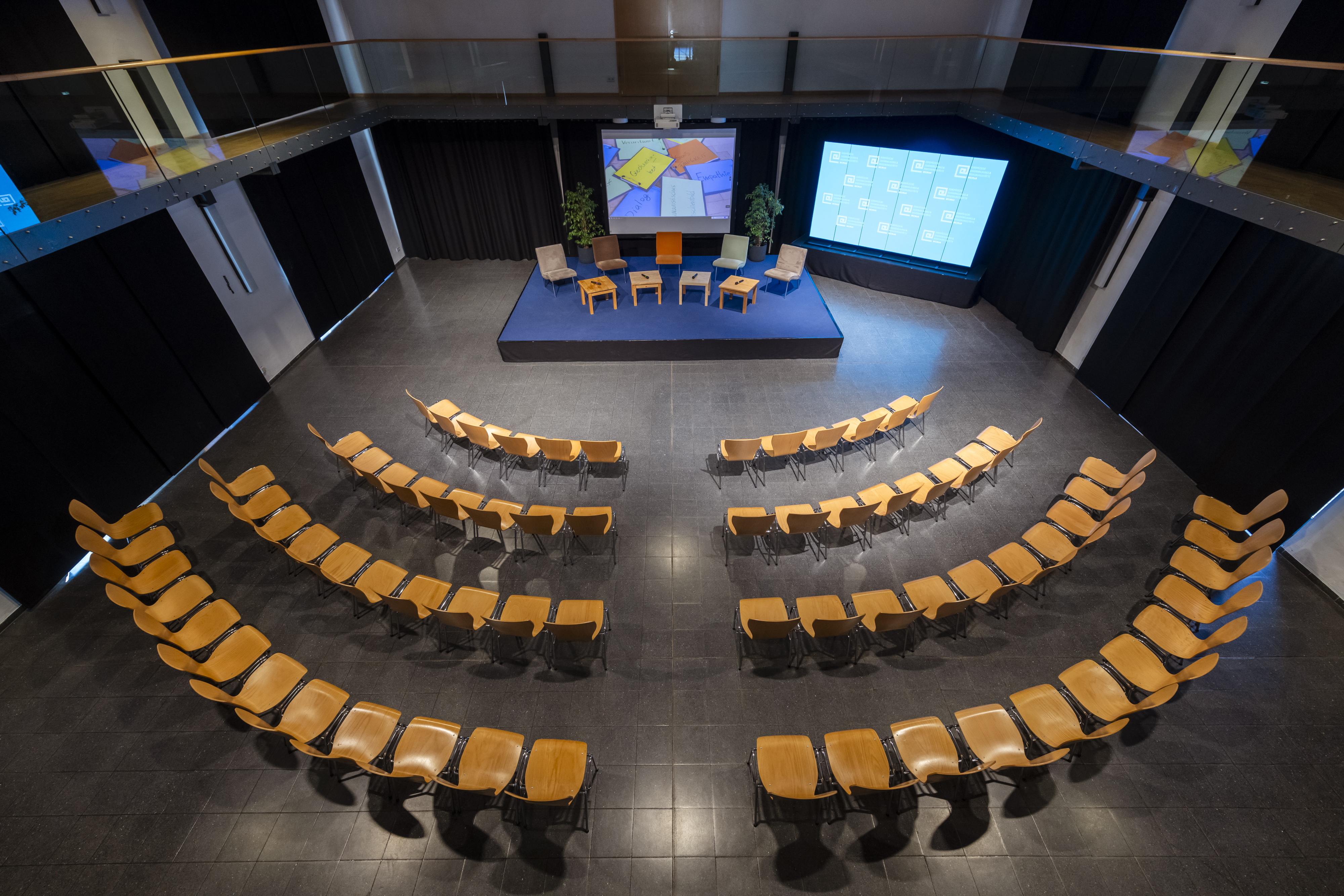
Reithaus-Saal von oben

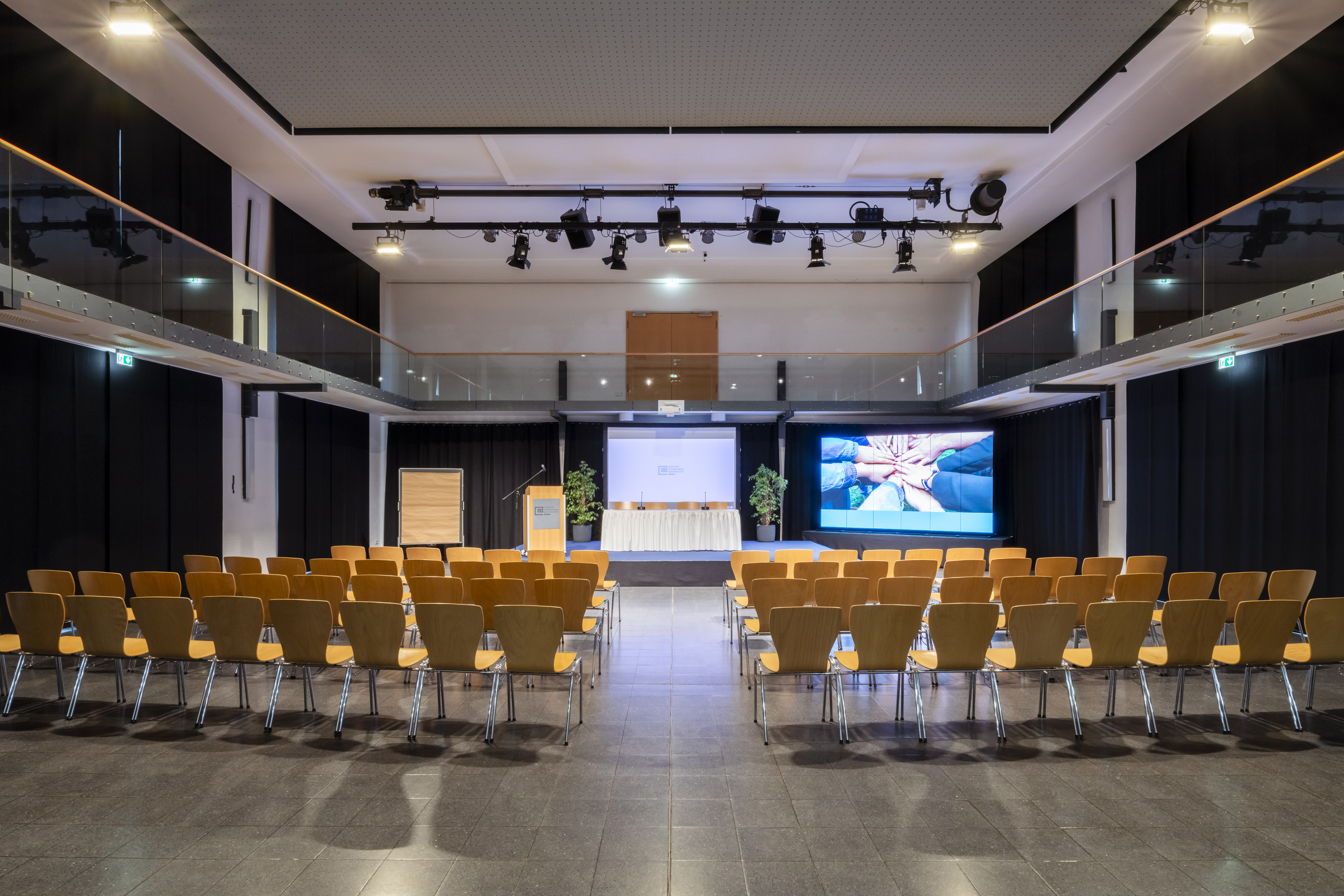
Ausstattung des Reithaus-Saals

## Geschichte
Im Reithaus wurde, durch die von 1767/68 in der Stadt Weimar gastierende Starcksche Theatergesellschaft, Lessings „Minna von Barnhelm“ aufgeführt.
Von 1920 an bis nach dem 2. Weltkrieg wurde das Reithaus hauptsächlich von Ministerien des Landes genutzt. Zwischen 1923/25 wurden in einigen Räumen Vorkurse des Bauhauses gegeben. Nach 1951 wurde es zum „Haus der Jungen Pioniere“ – „Pawlik Morosow“. Von 1991/96 nutzte die Stadt die Räumlichkeiten des Reithauses als Freizeitzentrum für die Schüler Weimars. Nach der letzten Restaurierung eröffnete am Samstag, dem 10. Juli 1999, das unter Denkmalschutz stehende Reithaus als Seminar- und Veranstaltungshaus der Stiftung „Europäische Jugendbildungs- und Jugendbegegnungsstätte Weimar“ pünktlich zum Kulturhauptstadtjahr Weimars wieder seine Pforten.